# Adán y Eva (concurso de televisión)
Adán y Eva fue un programa de concurso de televisión producido por Caracol Televisión entre 1987 y 1994,  fue presentado por Jota Mario Valencia quien debutaba en la programadora de Caracol hoy canal privado.

## Historia
Era la versión colombiana del concurso estadounidense Dating Games, el programa consistía en que un soltero o soltera debería escoger una pareja de 3 concursantes de la cual no se les deja mirar, si no escogidos por medio de las respuestas que les darían las preguntas del presentador, contenía un invitado especial como jurado que escogería la pareja correcta.
Al final la pareja seleccionada jugarían una especie de videojuego del laberinto las direcciones tenían que hacerlo por medio vocal si encuentra el corazón le cedía el turno a la otra pareja para continuar.
Los premios eran 500.000 pesos, un viaje en el club Mediterranee en el Mar Caribe, varios países de Europa y 100.000 pesos más por pasar el laberinto.